# Krakauhintermühlen
Krakauhintermühlen is een dorp en voormalige gemeente in de Oostenrijkse deelstaat Stiermarken. Sinds 2015 is het een Ortschaft in de gemeente Krakau.

## Geografie
Krakauhintermühlen ligt in het Krakautal in het district Murau. Het Krakautal is een plateau, dat zich in het zuidelijk deel van de Schladminger Tauern uitstrekt over de gemeente Krakau, die in totaal ongeveer 1500 inwoners telt.

## Geschiedenis
Vanaf de 6e eeuw rooiden Slavische kolonisten het gebied. Vanaf de 9e eeuw kwamen er ook Beierse kolonisten in het Kraukautal. In de middeleeuwen waren er verschillende leenheren. Vanaf de 17e eeuw was het gebied overwegend in het bezit van de vorsten van Schwarzenberg. In 1791 werd het vicariaat St. Ulrich in Kraukauebene opgericht en in 1829 werd ze tot parochie verheven.
De feodaliteit eindigde in 1848. De gemeente werd twee jaar later volledig autonoom. Na de annexatie van Oostenrijk in 1938 kwam de ze in de Reichsgau Steiermark (Rijksgouw Stiermarken) te liggen. Tussen 1945 en 1955 was Krakauhintermühlen deel van de Britse bezettingszone.

## Gemeente
De gemeente maakte deel uit van het district Murau en telde op 31 oktober 2013 530 inwoners. Ze ging op 1 januari 2015 op in de fusiegemeente Krakau. Konrad Esterl was de laatste burgemeester (ÖVP). De gemeenteraad bestond na de verkiezingen van 2005 uit 5 zetels voor de ÖVP, 3 zetels voor de SPÖ en 1 zetel voor de FPÖ.
Stadsgemeenten:
Murau ·
Oberwölz

Marktgemeenten:
Mühlen ·
Neumarkt in der Steiermark ·
Sankt Lambrecht ·
Sankt Peter am Kammersberg
Scheifling ·

Overige gemeenten:
Krakau ·
Niederwölz ·
Ranten ·
Sankt Georgen am Kreischberg ·
Schöder ·
Stadl-Predlitz ·
Teufenbach-Katsch
- Gemeinsame Normdatei: 1035833425
- Virtual International Authority File: 304711364